# Poets of the Fall
Poets of the Fall je nezávislá finská rocková skupina, založená v roce 2003 v Helsinkách a hrající alternativní rock.
Skupinu založili Marko Saaresto a Olli Tukiainen, krátce na to se k nim přidal Markus Kaarlonen.
Členové kapely jsou:
Marko „Mark“ Saaresto (zpěv a kytara),
Olli Tukiainen (kytara),
Markus „Captain“ Kaarlonen (producent/ klávesy),
Jani Snellman (baskytara),
Jaska Mäkinen (rytmická kytara, doprovodné vokály),
Jari Salminen (bubny, perkuse)

## Videohry
Díky blízké vazbě na finské videoherní studio Remedy Entertainment se některé skladby kapely objevily ve videohrách tohoto studia – Max Payne 2: The Fall of Max Payne (skladba Late Goodbye z alba Signs of Life), Alan Wake (skladba War z alba Twilight Theater) a Alan Wake 2 (např. skladba Herald of Darkness), což velmi pomohlo jejich popularitě. Pro hru Alan Wake napsali též tři skladby (Children of the Elder God, The Poet and the Muse a Balance Slays the Demon) jako Old Gods of Asgard, fiktivní rocková kapela z této videohry.
Markus Kaarlonen se též spolupodílel na hudbě pro nezávislý videoherní titul Rochard a kapela pro tuto hru napsala skladbu Grinder's Blues.

## Diskografie

### Studiová alba
| Rok  | Album               | Datum vydání (Finsko) | Hitparády (Finsko) |
| ---- | ------------------- | --------------------- | ------------------ |
| 2005 | Signs of Life       | 19. ledna 2005        | #1                 |
| 2006 | Carnival of Rust    | 12. dubna 2006        | #1                 |
| 2008 | Revolution Roulette | 26. března 2008       | #1                 |
| 2010 | Twilight Theater    | 17. března 2010       | #1                 |
| 2012 | Temple of Thought   | 21. března 2012       | #3                 |
| 2014 | Jealous Gods        | 19. září 2014         | #1                 |
| 2016 | Clearview           | 30. září 2016         | -                  |
| 2018 | Ultraviolet         | 5. října 2018         | -                  |
| 2022 | Ghostlight          |                       |                    |